# شایستگی (قانون)
شایستگی (نام علمی: Meritas) در سال ۱۹۹۰ تأسیس شد، یک شبکه خدماتی حرفه‌ای است که متشکل از شرکت‌های شبکه حقوقی قانون شراکت هستند که سابقاً با نام‌های تجاری شناخته می‌شدند. در سال ۲۰۱۹، عضویت این انجمن شامل بیش از ۱۹۰ مؤسسه حقوقی در ۹۷ کشور با بیش از ۷۵۰۰ وکیل در سراسر جهان بود. Meritas یک شرکت غیرانتفاعی است که مقر آن در مینیاپولیس، مینه‌سوتا است. عضویت فقط با دعوت تمدید می‌شود و اعتبار مجدد توسط همه بنگاه‌ها در هر سه سال یک شرط عضویت است. کارکنان حدود ۱۵ نفر هستند که اداره امور سازمان را کنترل می‌کنند و ارجاعات را بررسی می‌کنند تا از حفظ استانداردهای سازمان اطمینان حاصل شود.

## عضویت
جنیفر مک پی، که برای وکیل کانادایی (Canadian Lawyer) مطلب می‌نویسد، شایستگی (Meritas) را به عنوان یکی از «شبکه‌های حقوقی شده تثبیت شده که قبل از انتخاب دقیق یک شرکت در حوزه قضایی، تحقیقات گسترده‌ای انجام می‌دهد» توصیف کرده‌است. شرکت هفتگی (نام علمی: Counsel Weekly) همچنین نوشت، «شایستگی مراکز تجاری و اقتصادی قابل توجهی را تعیین می‌کند که در آن مشتری‌های شرکت‌های عضو ممکن است به مشاور محلی کمک کنند»، و اینکه "... همه شرکت‌های عضو به Meritas خدمات ارائه می‌دهند. گزارش‌های ارجاع سه ماهه، لیست کلیه مراجعه‌های مربوط به Meritas که برای مدت اعلام شده به شرکت و از شرکت بکار رفته و در ارزیابی امور خاص همکاری می‌کند. " اگر یک شرکت نمرات خوبی را دریافت نکند، ممکن است عضویت آن در سازمان فسخ شود.